# Шаровський Василь Михайлович
Василь Михайлович Шаровський (24 грудня 1891, с. Гуляйполе, Олександрівський повіт, Катеринославська губернія — 25 квітня 1938, м. Дніпропетровськ) — член Української Центральної Ради та Всеукраїнської ради селянських депутатів.
Народився в селянській родині.
У 1919 — командир артилерії 3-ї бригади Задніпровської стрілецької дивізії. 1920—1921 — інспектор артилерії Революційної повстанської армії України (махновців). У квітні 1921 — амністований. Проживав і працював вчителем у Гуляйполі. Двічі заарештовувався за контрреволюційну діяльність. Пізніше працював учителем у Дніпропетровську
16 лютого 1938 заарештований трійкою Управління НКВС у Дніпропетровській області. Звинувачений у керівництві «контрреволюційної анархо-махновської організації» та підготовці збройного повстання. Розстріляний 25 квітня 1938 року.